# Sverker Zadig
Are Sverker Zadig, född den 30 september 1953 i  Barkåkra, Kristianstads län, är en svensk musikpedagog, körledare och cellist.

## Biografi

### Uppväxt och utbildning
Zadig är son till läkaren Are Zadig och läkarsekreteraren Anna-Tora Zadig (född Sundgren). Han är utbildad vid Musikhögskolan i Malmö och Musikhögskolan i Örebro samt vid Indiana University i Bloomington. Vid den senare avlade han 1984 en examen som Master of Music, Choral Conducting. Zadig blev 2011 filosofie licentiat i musikvetenskap med musikpedagogisk inriktning vid Musikhögskolan vid Örebro universitet. Zadig var Fulbright stipendiat 1982-83. 
Zadig disputerade den 24 mars 2017 för  filosofie doktorsexamen i musikpedagogik vid Lunds universitet på avhandlingen Ledarna i kören: Vokala samarbeten mellan körsångare.
Under sin studietid var Zadig aktiv i Lundaspexarna och spelade titelrollen i Uarda och Sultaninnan Sulitelma i Djingis Khan. Han har senare varit aktiv i Samfundet SHT och Sällskapet CC, i det förra som Ordens-Chorag 1995-2006 och i det senare som chormästare 1985–2000. Han har också varit aktiv i Teaterorden TSO's Malmöloge samt spelar cello i Salongsorkestern från Lund. 2023 lade han fram "avhandlingen" Näsa för körsång – en undersökning om näsvisa körsångare inom ramen för Akademiska Föreningens Nasala utskott och blev i samband med detta själv "nasifierad" som näsa nr 218.

### Yrkesverksamhet
Zadig har varit verksam som lektor i musik vid Spyken i Lund samt som handledare vid Musikhögskolan i Malmö, Malmö universitet, Kungliga Musikhögskolan i Stockholm samt  Högskolan för scen och musik vid Göteborgs universitet. Som körledare har han bland annat varit ledare för Dubbelquartetten Frida 1975-1982, dirigent för Malmö symfoniorkesters kör 1993–1995 (efter att dessförinnan ha varit dess repetitör 1984–1993). Zadig är dirigent för Manskören Kvartettsångsällskapet i Helsingborg sedan 2020. Han är grundare av Helsingborgs kammarkör, vilken han dirigerade 1984–2004 samt åter från våren 2018. Han erhöll Lunds kommuns kulturstipendium redan 1982 och 2022 från Madeleine Ugglas Stipendiefond.
Sverker Zadig var ordförande i Båstads Kammarmusikförening 2007–2014.
Sverker Zadig organiserar nätverksmöten och kongresser genom sitt företag Nationell Estetisk Kongress.